# امیلی دیکینسون
امیلی الیزابت دیکینسون (به انگلیسی: Emily Elizabeth Dickinson) شاعر آمریکایی (۱۰ دسامبر ۱۸۳۰ – ۱۵ مه ۱۸۸۶) در شهر امهرست در ایالت ماساچوست آمریکا و در یک خانوادهٔ متشخص و اصیل به‌دنیا آمد. او بیشتر خلوت گزیده بود و زندگی در انزوا را ترجیح می‌داد. در دوران جوانی به‌مدت ۷ سال در کالج آمهرست درس خواند و قبل از بازگشت به شهر خود، مدت کوتاهی را نیز در یک مدرسهٔ مذهبی گذراند. او به‌خاطر پوشیدن لباس سفید و عدم استقبال از مهمان در بین ساکنان معروف گشت، و بیشتر دوستی‌هایش از طریق نامه و مکاتبه بود. اگرچه او شاعر پرکاری بود ولی تعداد کمی از شعرهایش (نزدیک به ۱۸۰۰ عدد) به چاپ رسید. آثاری که در زمان حیاتش به چاپ رسید دچار تغییر می‌گشتند تا با معیارهای متعارف شعری وقت مطابق شوند. شعرهای دیکینسون در زمان خود منحصربه‌فرد بودند، زیرا دارای خطوط کوتاه، عدم وجود عنوان در شعر و از قافیهٔ کج یا نیم‌قافیه برخوردار بودند که چیزی غیرمتعارف بود. بسیاری از شعرهای او درون‌مایهٔ مرگ و جاودانگی داشتند، که در نامه‌هایش نیز مشهود بود.
اگرچه بیشتر آشنایان او از نوشتنش آگاه بودند، اما پس از مرگش بود که خواهر کوچکترش لاوینیا از حافظهٔ نهان شعری او پرده برداشت و آثارش آشکار شد. اولین مجموعه شعر او در سال ۱۸۹۰ و توسط آشنایانش، توماس ونت‌وورث هیگینسون و مابل لومیس تاد منتشر شد، که آن دو نیز آثارش را بسیار ویرایش کردند. کامل‌ترین مجموعه شعر او در سال ۱۹۵۵ توسط توماس جانسون با نام شعرهای امیلی دیکینسون چاپ شد. با وجود برخی از شک و تردیدها در اواخر قرن ۱۹ و اوایل قرن ۲۰ در خصوص قابلیت‌های ادبیِ دیکینسون، امروزه دیکینسون به‌عنوان یکی از مهم‌ترین شاعران آمریکایی شناخته می‌شود.

## زندگی

### خانواده و کودکی
امیلی الیزابت در ۱۰ دسامبر ۱۸۳۰ در امهرست، ماساچوست در یک خانوادهٔ برجسته و متوسط به دنیا آمد. پدرش ادوارد دیکینسون نزدیک به چهل سال خزانه‌دار کالج امهرست بود و در شرایط متعددی خدمت کرد و به عنوان یک قانون‌گذار ایالتی، و به نمایندگی از منطقه همپشایر در کنگره ایالات متحده حضور یافت. در ۶ مه ۱۸۲۸ با امیلی نورکراس از مانسون ازدواج کرد. آنان صاحب ۳ فرزند شدند:
- ویلیام آستین (۱۸۲۹–۱۸۹۵)
- امیلی الیزابت
- لاوینیا نورکراس (۱۸۳۳–۱۸۹۹)

امیلی جوان دختر خوش‌رفتاری بود. زمانی که امیلی در دو سالگی به مونسون سفر کرد، عمهٔ او از ایشان به خوبی و خوشی یاد کرده است. عمهٔ امیلی یه علاقهٔ بسیار او به موسیقی و استعداد خاص او در نواختن پیانو اشاره، و از آن با نام «موزیک» یاد کرده است. در ۷ سپتامبر ۱۸۴۰، دیکینسون و خواهر کوچکترش لاوینیا در آکادمی امهرست، شروع به درس‌خواندن کردند. در همان زمان، پدرش منزلی در خیابان پلیزانت شمالی خریداری کرد. برادر امیلی، آستین، بعدها از این خانه با عنوان «عمارت» یاد کرده، که در زمان غیبت پدر و مادرشان با عنوان «ارباب و بانو» در آن ریاست می‌کردند.
دیکینسون در سال‌های جوانی با «تهدید عمیق» مرگ روبه‌رو شد، این مشکل به‌ویژه پس از مرگ نزدیکانش شدت یافت. هنگامی که سوفیا هولاند، عموزادهٔ دوم و دوست نزدیکش، یه دلیل بیماری تیفوس در سال ۱۸۴۴ جان باخت، امیلی دچار آسیب‌های روانی شدید شد. با به یادآوری این حادثه ۲ سال بعد، امیلی این مطلب را نوشت که: «به دلیل این‌که من اجازه پیدا نکردم تا از او مراقبت، یا حتی در چهرهٔ او نگاه کنم، من نیز سزاوار مرگم». او به حدی دچار مالیخولیا گشت که پدر و مادرش او را برای بهبود به بوستون فرستادند. با بهبود وضعیت جسمی و روانی، به کالج امهرست بازگشت تا تحصیلاتش را ادامه دهد. در این مدت، او با افرادی چون آبیاه روت، آبی وود، و سوزان هانتینگتون گیلبرت (که بعدها برادرش آستین با او ازدواج کرد) آشنا شد، که دوستان نزدیکی برای او در ادامهٔ زندگی‌اش شدند.
در سال ۱۸۴۵، یک تجدید حیات مذهبی در امهرست اتفاق افتاد که در نتیجه آن ۴۶ اعتراف به ایمان در میان هم‌سالان دیکینسون اتفاق افتاد. در همان سال به یکی از دوستانش نامه‌ای نوشت و در آن اظهار داشت: «من هیچ‌وقت چنین آرامش و شادمانی در زندگی خود تجربه نکرده بودم و طی آن احساس کردم منجی خود را یافته‌ام.» این تجربه مدت زیادی دوام نیاورد: دیکینسون هیچ‌وقت به صورت علنی اعلام نکرد که ایمان آورده است و تنها چند سال به‌طور منظم در جلسات شرکت کرد.

### تأثیرات اولیه و نگارش
وقتی که ۱۸ سالش بود، خانوادهٔ دیکینسون با وکیل جوانی به نام بنجامین فرانکلین نیوتون دوستی می‌کردند. با استناد به نامه‌ای که دیکینسون بعد از مرگ نیوتون نوشته است، او «قبل از رفتن به ورچستر، برای ادامه تحصیلاتش، به مدت ۲ سال با پدرم بود و تأثیر بسیاری در خانوادهٔ ما داشت.» اگرچه رابطهٔ عاطفی نداشتند، نیوتون تأثیر به‌سزایی در او داشت و (بعداز هامفری) دومین فرد مسنی بود که امیلی از آنان به عنوان مربی، معلم یا کارشناس در زندگی خود بهره جسته است.
نیوتون او را با آثار ویلیام ووردورث آشنا کرد، و مجموعه شعر اول رالف والدو امرسون را به او هدیه داد، که تأثیر رهایی‌بخشی در او داشت. او بعدها نوشت که «آنچه که دانشجوی حقوق پدرم به من آموخت، لمس رازهای بهار بود». نیوتون او را مورد احترام قرار می‌داد و به عنوان شاعر قبول داشت. هنگامی که او با بیماری سل دست و پنجه نرم می‌کرد، نامه‌ای به او نوشت و در آن اظهار داشت، که آرزو داشت تا بیشتر عمر می‌کرد تا آینده‌ای را که برای او پیش‌بینی‌کرده بود، ببیند.
دیکینسون نه فقط با انجیل، با ادبیات معاصر خودش نیز آشنایی داشت. او همچنین تحت تأثیر نامه‌های نیویورک لیدیا ماریا چایلد قرار گرفت که آن را نیز از نیوتون هدیه گرفته بود. یکی از دوستانش نیز جین ایر، اثر شارلوت برونته را در اواخر ۱۸۴۹ به او هدیه داد. تأثیر جین ایر در او غیرقابل وصف است. ویلیام شکسپیر نیز نفوذ بسیاری در شخصیت وی داشت. به گونه‌ای که به یکی از دوستانش نوشته «چرا دست کس دیگری به جز این را بگیریم؟» و به یکی دیگر نوشته، «چرا کتاب دیگری باید نیاز داشته باشیم؟»

### بزرگسالی و انزوا
دیکینسون در اوایل سال ۱۸۵۰ نوشته است: «امهرست این زمستان با خوشی زنده است… چه شهر بزرگی است این شهر!» روح والای او پس از یک وفات دیگر به مالیخولیا تبدیل شد. مدیر کالج امهرست، لئونارد هامپری، در سن ۲۵ سالگی از «لخته شدن خون» در مغزش فوت کرد. دو سال پس از مرگ، او به دوستش آبیاه، میزان افسردگی خود را نشان داد:
«. . . بعضی از دوستانم مردند، و بعضی دیگر در خواب به سر می‌برند- خواب در گورستان کلیسا- این ساعت از شب غم‌انگیز است- زمانی این موقع، ساعت مطالعه من بود- استاد من در استراحت به‌سر می‌برد و برگه‌های کتاب تنها مانده‌اند، و اشک‌هایم سرازیر شده‌اند و من نمی‌توانم آن‌ها را پاک کنم؛ و دلیلش این نیست که نمی‌توانم، بلکه آن‌ها تنها چیزهایی هستند که من می‌توانم در ادای درگذشت هامپری، پرداخت کنم».

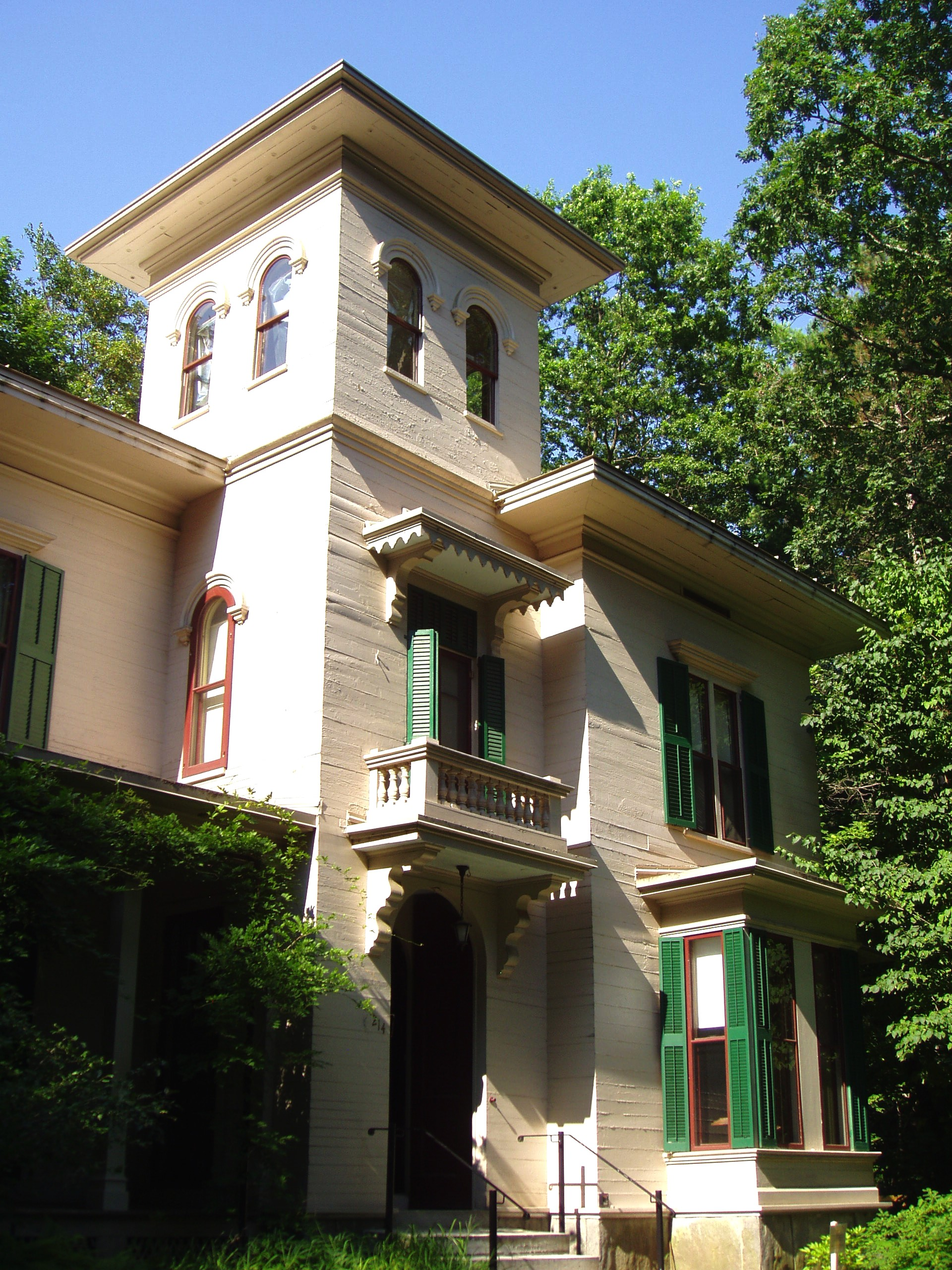
عمارت همیشه سبز، خانهٔ خانوادهٔ آستین و سوزان، که توسط ادوارد دیکنسون ساخته شد.

در سال ۱۸۵۰، مهم‌ترین و احساسی‌ترین رابطهٔ امیلی با سو گیلبرت بود. امیلی بیش از ۳۰۰ نامه، یعنی بیش از آنچه که برای دیگران فرستاده بود، در طول دوستی‌شان برای او فرستاد. سو یک حامی برای شاعر بود، نقش دوست‌داشتنی‌ترین و تأثیرگذارترین دوست، و یک نصیحت‌کننده را برای او اجرا می‌کرد و دیکینسون نصیحت‌های ویرایشی او را پیروی می‌کرد. سو همچنین نقشی اصلی در پیشرفت ذهن خلاق او داشت. سو در سال ۱۸۵۶ پس از ۴ سال معاشقه با آستین ازدواج کرد. ادوارد خانه‌ای برای خودش و سو بنا نهاد و نام آن را همیشه‌سبز انتخاب کرد، و دلیل آن قرار گرفتن خانه در غرب موطن‌شان بود. در ارتباط با دوستی امیلی و سو اختلاف نظرهایی وجود دارد. تاد عقیده داشت که به دلیل منزوی و ناسازگار بودن سو، امیلی بیشتر اوقات از دوستی طوفانی‌شان لطمه می‌خورد. درحالی که مفهوم «بی‌رحمانه» برای سو- که توسط رقیب‌های عشقی او ترویج شده بود- مورد اختلاف است، و دلیلش فرزندان سو و آستین که در قید حیات بودند و امیلی با آنان رابطه نزدیکی داشت.
در بهار سال ۱۸۵۵، امیلی به همراه مادر و خواهرش، یکی از طولانی‌ترین سفرهایش به دور از خانه را تجربه کرد. ابتدا آنان سه هفته در واشینگتن سپری کردند، چرا که پدرش ماساچوست را در کنگره ایالات متحده نمایندگی می‌کرد. سپس آنان مدت زمان ۲ هفته را در فیلادلفیا برای ملاقات با اقوام گذراندند.

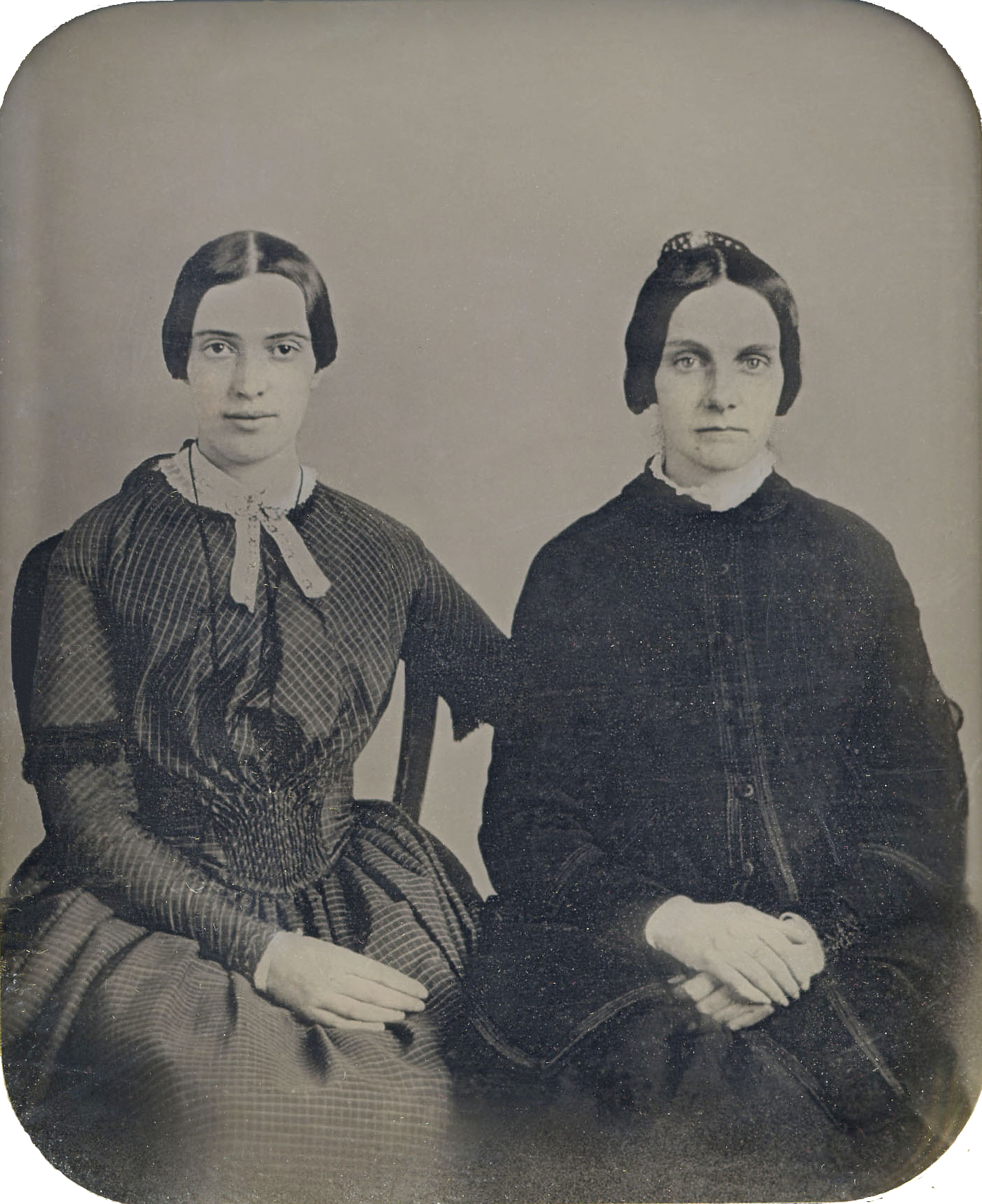
در سپتامبر ۲۰۱۲، بایگانی کالج امهرست و کلکسیون خاص این تصویر داگرئوتایپ را منتشر و آن را به دیکنسون و دوستش کیت اسکات ترنر، (۱۸۵۹) نسبت دادند؛ اصل بودن این عکس هنوز تصدیق نشده است.

از اواسط دههٔ ۱۸۵۰، مادر امیلی به دلیل بیماری‌های مزمن مختلف به بستر بیماری افتاد و سرانجام در ۱۸۸۲ جان سپرد. مسئولیت‌های خانگی بیشتر بر دوش او افتاد، و خودش را در خانه رعیتی محدود کرد. سال‌ها بعد لاوینیا بیان کرد که به‌خاطر اینکه مادرش به صورت مزمن بیمار بود، یکی از دخترانش همیشه باید همراه او می‌بود. امیلی خودش این مسئولیت را پذیرفت، و زندگی‌اش را در کتاب‌هایش، و هم‌خو با طبیعت یافت، و به زندگی ادامه داد.
با مرور شعرهایی که قبلاً نوشته بود شروع به پاکنویس‌کردن آن‌ها و ویراست دقیق دست‌نوشته‌ها و کتاب‌هایش کرد. چهل جزوه‌ای که او از سال ۱۸۵۸ تا ۱۸۶۵ تهیه کرد دربردارندهٔ نزدیک به ۸۰۰ شعر بود. کسی از وجود چنین جزوه‌هایی تا قبل از مرگ وی خبر نداشت.
نیمهٔ نخست دهه ۱۸۶۰، و پس از زندگی به دور از اجتماع وی، بیشترین دوره نگارش دیکینسون بود محققان و پژوهشگران مدرن، به علت خروج و انزوای شدید دیکینسون به دو دسته تقسیم شدند. درحالی که او به داشتن «استرس شدید عصبی» شناخته شد، امروزه برخی معتقدند که او از بیماری ترس از مکان‌های شلوغ و صرع رنج می‌برده است.

### دسته‌گل‌ها و شعرها
جودیت فار محقق، بیان می‌کند که دیکینسون در طول زندگی خود بیش‌تر به‌عنوان باغبان شناخته می‌شد و نه به عنوان شاعر. دیکینسون از سن ۹ سالگی و به همراه خواهرش گیاه‌شناسی می‌خواند و از باغشان در حیاط خانه مراقبت می‌کرد. او در طول حیاتش، مجموعه‌ای ۶۶ صفحه‌ای از گیاهان فشرده را در یک هرباریوم چرمی خشک، جمع‌آوری نمود. این مجموعه شامل ۴۲۴ گل خشک‌شده بود، که توسط او جمع‌آوری، دسته‌بندی و برچسب‌زنی شده بودند. در کل دیکینسون، گل‌های عجیب و غریب معطری را کاشته، و نوشته بود: «می‌توانید با عبور از اتاق نهارخوری به سمت هنرستان، ساکن جزایر ادویه شوید که در سبدهایی آویزان هستند». دیکینسون بیشتر اوقات دسته‌گل‌هایی برای دوستانش به همراه چندین شعر می‌فرستاد، اما آن‌ها به گل بیشتر از شعر اهمیت می‌دادند.

### اواخر عمر
در ۱۶ ژوئن ۱۸۷۴، هنگامی که در بوستون بودند، ادوارد دیکنسون سکته کرد و جان سپرد. هنگام برگزاری مراسم تدفین، که در ورودی سالن منزل برگزار می‌شد، امیلی در اتاق خود ماند؛ و در مراسم گرامیداشتی که در ۲۸ ژوئن برگزار می‌شد، شرکت نکرد. او به هیگینسون نامه نوشت و در آن اظهار داشت: که پدرش قلب صاف و دردمندی داشته و فکر نمی‌کند که کسی همچون او وجود داشته باشد. یک سال بعد، در ۱۵ ژوئن سال ۱۸۷۵، مادر امیلی نیز دچار سکته‌ای گشت، که سبب فلج جزئی و از دست دادن بخشی از حافظه‌اش گشت. با روزبه‌روز بدتر شدن وضعیت جسمانی مادرش، امیلی با نوشتن: «خانه دیگر خانه نیست»، تأسف خود را بیان کرد.
اوتیس فیلیپ لرد، قاضی پیر در دادگاه عالی قضایی ماساچوست از سالم در سال ۱۸۷۲ یا ۱۸۷۳ با خانواده دیکینسون آشنا گشت. پس از مرگ همسر لرد در سال ۱۸۷۷، دوستی او با امیلی تبدیل به یک رابطه رومانتیک گشت، و دلیل این ادعا نامه‌هایی است که نابود شدند. چندین نامه‌ای که باقی مانده، شامل نقل قول‌هایی از آثار شکسپیر است که دربردارندهٔ اتلو، آنتونیوس و کلئوپاترا، هملت و شاه لیر است. دیکینسون این مطلب را نوشت که: «درحالی که بقیه مردم به کلیسا می‌روند، من به درون خود مراجعه می‌کنم، مگر نه این است که تو کلیسای من هستی، و ما سرود روحانی داریم که کسی جز خودمان از آن آگاه نیست؟». و آن‌ها هر یکشنبه نامه‌های مذهبی به یکدیگر می‌نوشتند. دیکینسون با دید مثبتی به این روز می‌نگریست، چنان‌که از یکی از نامه‌هایی که از او باقی مانده، او این مطلب را نوشته است: «سه‌شنبه‌ها یک روز واقعاً غمگین است». پس از چندین سال بیماری، قاضی لرد در مارس ۱۸۸۴ جان سپرد. دیکینسون از این اتفاق با نام «آخرین ازدست‌رفته» یاد کرد.

### زوال و مرگ
اگرچه دیکینسون در سال‌های پایانی عمرش نیز به نوشتن ادامه می‌داد، ولی از ویرایش و ترتیب‌بندی شعرهایش دست کشید. او همچنین از طرف خواهرش لاوینیا، مجبور به سوزاندن برگه‌هایش شد. لاوینیا که هیچ‌گاه ازدواج نکرد، تا پایان عمر در موطن خود ماند و در سال ۱۸۹۹ درگذشت.

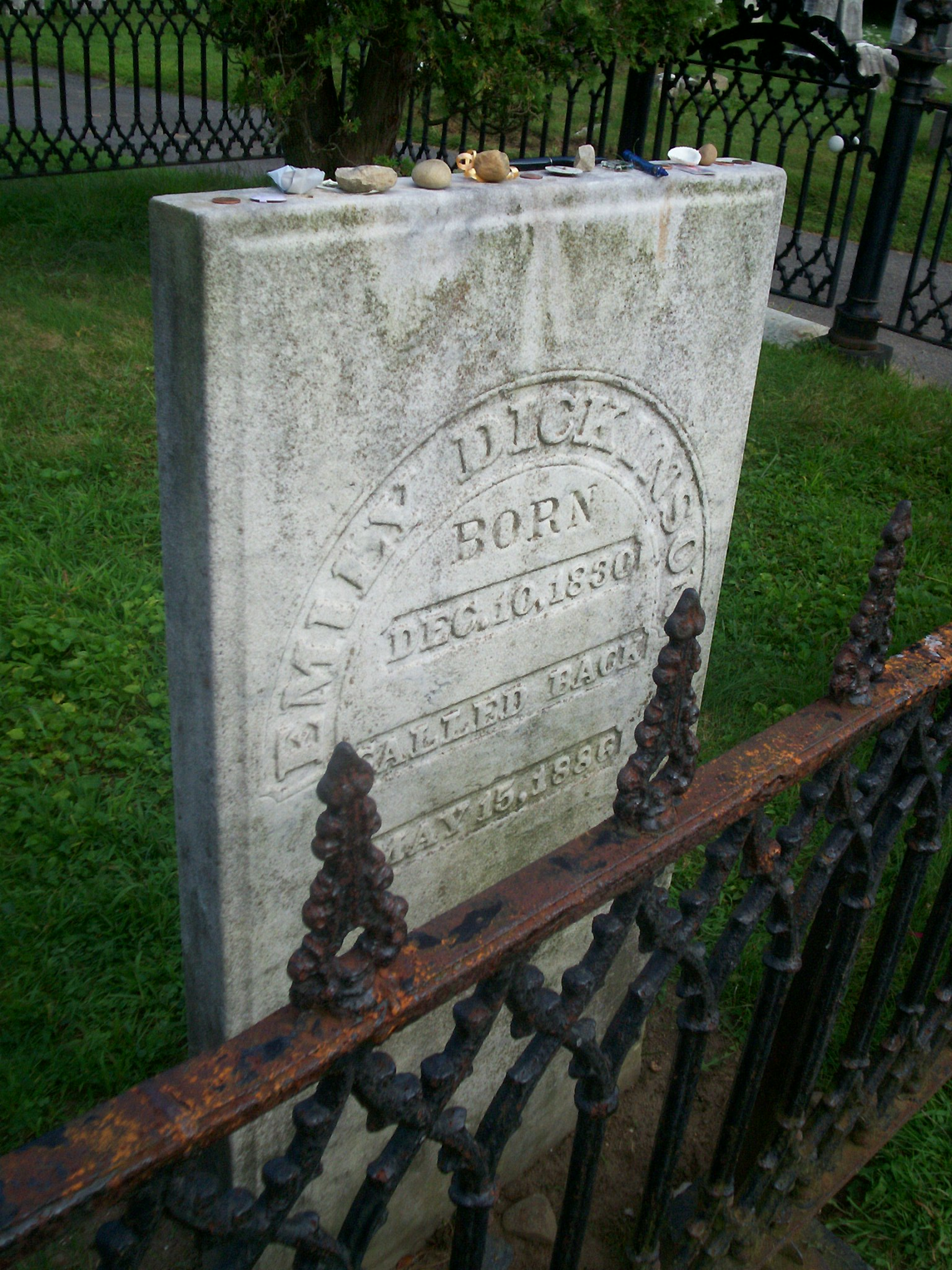
سنگ قبر امیلی دیکنسون در مقبره خانوادگی

دههٔ ۱۸۸۰ زمان سختی برای بازماندگان خانوادهٔ دیکینسون بود. مادر دیکینسون در ۱۴ نوامبر ۱۸۸۲ فوت کرد. سال بعد فرزند سوم آستین و سو، گیلبرت - سوگلی امیلی- از تب تیفوئید یا حصبه درگذشت. در تابستان همان سال، تاریکی بزرگی که به سویش می‌آمد را مشاهده کرد و در حال آشپزی در آشپزخانه غش کرد. او تا نیمه‌های آن شب بیهوش ماند و سپس هفته‌ها بیماری به دنبال آن به سویش آمد. در ۳۰ نوامبر ۱۸۸۵ ضعف و بیماری‌اش به حدی گشت که آستین را از سفر به بوستون منصرف کرد. در ۱۵می ۱۸۸۶، پس از وخیم‌تر شدن علائم بیماری، امیلی دیکینسون در ۵۵ سالگی درگذشت. آستین در خاطرات خود نوشته است: «آن روز بسیار بد بود. . . او از نفس‌کشیدن دست کشید و آن نفس‌های سوزناکش تا ساعت ۶ ادامه یافت.» پزشک دیکینسون علت مرگ او را بیماری آشکار (نوعی بیماری کلیوی) و مدت زمان بیماری را دو سال و نیم اعلام کرد.
دیکینسون در یک تابوت سفید با گل آفتاب‌گردان معطر به ثعلب و با یک جفت کفش راحتی زنانه ارغوانی رنگ و یک دسته گل بنفشه در کنارش، دفن شد. مراسم تدفین در کتابخانه محلی، و ساده و کوتاه برگزار شد؛ هیگینسون که او را فقط ۲ بار دیده بود، شعر «من روح ترسویی ندارم» از امیلی برونته را خواند که مورد علاقهٔ دیکنسون بود. بنا به درخواست دیکنسون، تابوتش از میان زمین‌های گل آلاله حمل شده و در آرامگاه خانوادگی‌شان در گورستان غربی در خیابان سه‌بر دفن شد.

## انتشارات
برخلاف نوشتن‌های مداوم دیکینسون، کمتر از ۱۲ عدد از شعرهایش در طول حیاتش به چاپ رسید. پس از این‌که خواهرش لاوینیا مجموعه‌ای از او که بالغ بر ۱۸۰۰ شعر بود، کشف کرد، نخستین نسخه از شعرهایش ۴ سال پس از مرگش انتشار یافت. از سال ۱۸۹۰ به بعد آثار دیکینسون به‌صورت دنباله‌داری منتشر می‌شد.

### معاصر

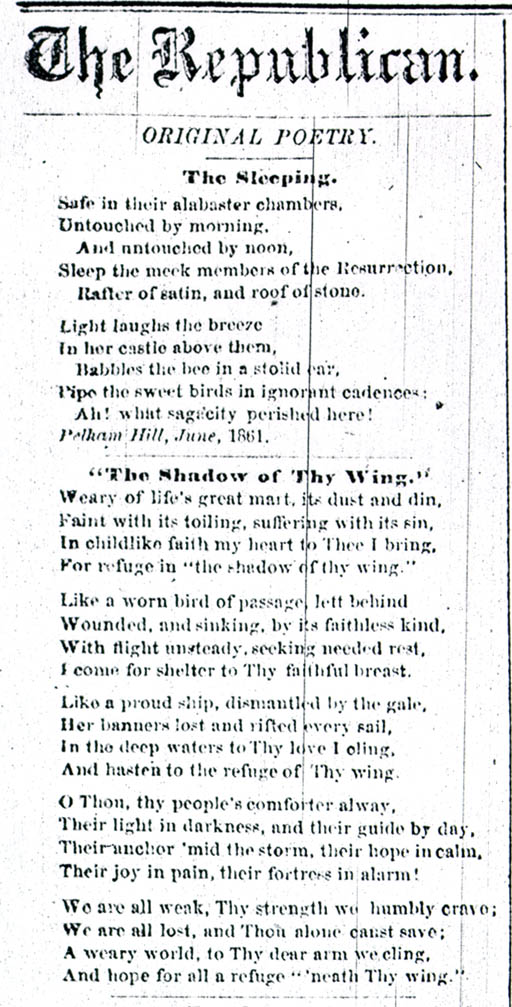
"ایمن در خوابگاه آلاباستر" که "خواب" نامیده شد، در مجلهٔ اجتماعی اسپرینگفیلد در ۱۸۶۲ به چاپ رسیده است.

نخستین شعر او با نام «کسی این رز کوچک را نمی‌شناسد» بدون اجازهٔ دیکینسون به چاپ رسید. این نشریه همچنین شعر «شخص لاغر در چمنزار» را با نام «مار»، «ایمن در خوابگاه آلاباستر» را با نام «خواب» و «شعله‌ور در طلا و خاموش در بنفش» را با نام «غروب آفتاب» منتشر کرد. در سال ۱۸۶۴، تعدادی از شعرهایش تغییر یافته و در مجلهٔ درام‌بیت به چاپ رسید تا کمک‌های دارویی برای سربازان در جنگ جمع‌آوری شود. یکی دیگر نیز در آوریل سال ۱۸۶۴ در مجله بروکلین دیلی یونیون به چاپ رسید.
در سال ۱۸۷۰، هیگینسون شعرهای دیکینسون را به هلن هانت جکسون نشان داد، که به‌طور اتفاقی در آکادمی با دیکینسون در زمان بچگی هم‌دوره شده بود. جکسون در دنیای چاپ بسیار فعال بود و سعی کرد تا دیکینسون را قانع کند تا شعر «موفقیت شیرین‌ترین فرض است» را با نام مستعار در نسخه‌ای با نام «بالماسکه‌ای شاعران» به چاپ برساند. هرچند که این شعر نیز با توجه به اقتضای زمان دچار تغییراتی شد. این شعر آخرین شعر چاپ‌شده در زمان حیات دیکینسون بود.

### آثار منتشر شده پس از مرگ
پس از مرگ دیکنسون، لاوینیا دیکنسون، برسر قولش ایستاد و بیشتر شعرهای شاعر را سوزاند. این درحالی بود که دیکنسون هیچ اطلاعاتی از ۴۰ دفتر و کاغذهای آزادی که در یک صندوقچهٔ بسته نگه‌داشته بود، برجای نگذاشت.

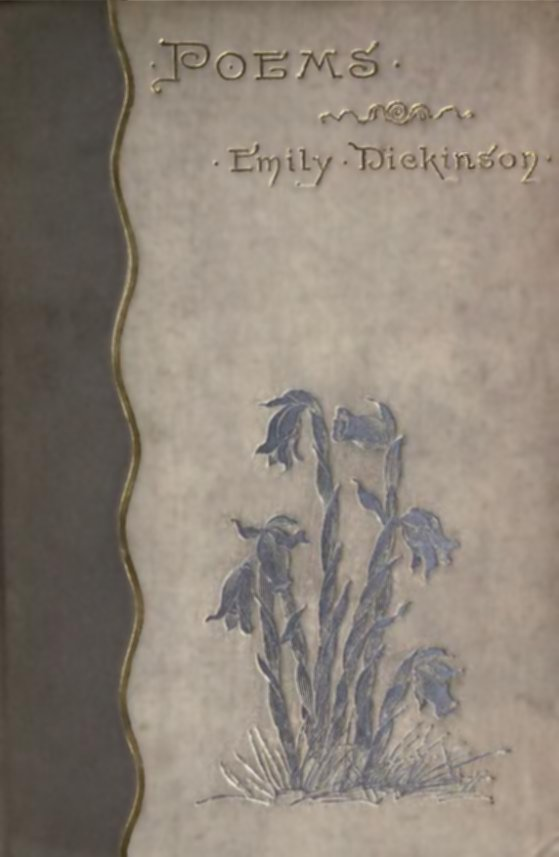
جلد نخستین نسخه از شعرها، انتشار سال ۱۸۹۰

نخستین نسخه از شعرهای دیکنسون، که توسط مابل لومیس و هیگینسون ویرایش شد، در نوامبر سال ۱۸۹۰ به چاپ رسید. اولین نسخه شامل ۱۱۵ شعر منتقدانه، و با موفقیت همراه شد و در طول ۲ سال ۱۱ بار به چاپ رسید شعرها: سری دوم در سال ۱۸۹۱، تا ۵ بار تا سال ۱۸۹۳ ویرایش شد؛ سری سوم نیز در سال ۱۸۹۶ پدیدار گشت.
نزدیک به ۱۲ ویراست جدید از اشعار دیکنسون، چه آن‌هایی که قبلاً منتشر نشده بودند و چه ویراست‌های جدید، بین سال‌های ۱۹۱۴ تا ۱۹۴۵ منتشر شدند. اولین نسخه از انتشارات علمی اشعارش، با جمع‌آوری و ویراست توسط توماس جانسون منتشر شد. برای به‌دست‌آوردن بورسیه تحصیلی، جانسون با جمع‌آوری چند منبع، همه اشعار دیکنسون را برای اولین بار در یک‌جا جمع‌آوری کرد. هدف جانسون از این‌کار، تهیه چیزی شبیه به آن چیزی بود که دیکینسون در دست‌نوشته‌هایش برجا گذاشته بود. ۳سال، جانسون به همراه تئودورا وارد، مجموعه کامل ۳ نسخه‌ای از آثار و نامه‌های دیکینسون را تدوین و منتشر کرد.
در سال ۱۹۸۱، نسخه خطی کتاب‌های امیلی دیکینسون، منتشر شد. با استناد به شواهد فیزیکی موجود در آثار اصلی، برای اولین بار اشعار به همان شکل اصلی اولیه منتشر شدند. پس از آن بسیاری از منتقدان به وحدت موضوعی در این مجموعه کوچک استدلال کردند، معتقد بودند که ترتیب اشعار به صورت تاریخی یا متناسب است.

## شعر
اشعار دیکینسون به‌طور کلی به سه دوره مجزا تقسیم می‌شوند، اشعار هر دوره خصوصیات و ویژگی‌های منحصر به فرد خود را دارند.
- قبل از ۱۸۶۱. این اشعار اغلب معمولی و احساسی بودند.[۵۷] توماس جانسون که اشعار امیلی دیکینسون را منتشر کرد، تنها قادر بود ۵ شعر از او را قبل از سال ۱۸۵۸ تاریخ‌گذاری کند.[۵۸]
- ۱۸۶۱–۱۸۶۵. این دوره خلاقانه‌ترین دوره او بود- این اشعار بسیار شدید و عاطفی بودند. جانسون تخمین زده است، که او ۸۶ شعر در سال ۱۸۶۱، ۳۶۶ شعر در سال ۱۸۶۲، ۱۴۱شعر در سال ۱۸۶۳، و۱۷۴ شعر در سال ۱۸۶۴ سروده است. او معتقد است این دوره زمانی بود که او درون‌مایه‌های زندگی و مرگ را به اوج خود رسانیده بود.[۵۹]
- پس از ۱۸۶۶. تخمین زده می‌شود که دو سوم از اشعار او قبل از این سال نوشته شده‌اند.

### درون‌مایه اصلی
دیکینسون هیچ اثری از ظرافت طبع و تمایلاتش در شعرهایش باقی نگذاشته، به دلیل متفاوت‌بودن درون‌مایه‌های شعرهایش، نمی‌توان آثارش را دسته‌بندی کرد. شعرهای دیکینسون به جز درون‌مایه‌های اصلی، از طنز، جناس، کنایه و هزلیات استفاده کرده است.

### فیلم‌ها
همچنین یک سریال سه فصلی با نام دیکینسون (انگلیسی:Dickinson) و با بازی هیلی استاینفلد از اپل تی‌وی پلاس منتشر شده که به بررسی زندگی‌نامهٔ این شاعر می‌پردازد.

### مقبولیت
موج انتشار شعرهای دیکینسون پس از مرگش، اولین آشکارسازی برای عموم بود. شعرهایش توسط هیگینسون برای انتشار به تعویق افتاد، اما با اطلاع ویلیام دین هاولز، ویراستار مجله هارپرز، شعرهایش پس از اولین انتشار در سال ۱۸۹۰ با اظهارنظرهای مختلفی مواجه گشت. هیگینسون خودش در مقدمه اولین جلد آثار دیکینسون، در مورد کیفیت اشعارش نوشت: «فهم و بصیرت خارق‌العاده‌ای دارد.» اگرچه «بدون کنترل و تزکیه مناسب» تجربه انتشار آثارش باید در زمان حیاتش به او اعطا می‌شد. قضاوتش در مورد اینکه آثارش «کامل و خرسندکننده نبود» در مقاله‌ای که در سال ۱۹۳۰منتشر، و توسط منتقدان جدید نکوهش شد.
موریس تامپسون، که به مدت دوازده سال ویراستار ایندیپندنت بود، در سال ۱۸۹۱ بیان کرد که شعر او «ترکیبی از نادرترین شخصیت و اصالت را دارا بود.» اندرو لانگ، نویسندهٔ انگلیسی، آثار او را نقد می‌کند و عقیده دارد، «شعر باید برای وجود داشتن فرم و گرامر داشته باشد و درجایی که نیاز به قافیه باشد، باید دارای آن باشد. دانش نسل‌ها و طبیعت انسان بسیار بر این پافشاری می‌کند.»
توجه انتقادی به اشعار دیکینسون از سال ۱۸۹۷ تا سال ۱۹۲۰ بسیار ناچیز گشت. با آغاز قرن ۲۰، علاقه و توجه به آثارش بسیار گسترده شد و بسیاری از منتقدان بر این باور شدند که او اساساً مدرن است. با مشاهدهٔ سبک اشعار دیکینسون به عنوان نتیجه فقدان دانش یا مهارت، منتقدان مدرن بر این باور بودند که بی‌نظمی‌های موجود به‌طور آگاهانه‌ای هنرمندانه بودند. در مقاله‌ای در سال ۱۹۱۵، الیزابت شفلی سرجنت الهامات شاعر را "جسورانه" و او را "گلی کمیاب که به سختی می‌توان نظیر آن را یافت، نامید. با رشد گسترده مقبولیت شعر مدرن در دههٔ ۱۹۲۰، ناکامی‌های دیکینسون در قرن ۱۹ پایان یافت و نسل‌های جدید خوانندگان او را بسیار خوشایند و شگفت‌انگیز دیدند؛ و ناگهان منتقدان مختلف او را شاعر زن بزرگ نامیدند و مکتب فکری جدید شروع به شکل‌گیری کرد.
در دههٔ ۱۹۳۰ تعدادی از منتقدان جدید- که در میان آن‌ها آر. پی. بلکمور، الن تیت، کلینث بروکس و ایوور وینترز بودند- خصوصیات شعری دیکینسون را تحسین کردند. بلک‌مور در تلاش برای توضیح و آشکارسازی بزرگی و عظمت شاعر، در سال ۱۹۳۷ در یک نقد برجسته نوشت که: «. . . او شاعری بود که در خلوت، و به‌صورت خستگی‌ناپذیری شعر می‌نوشت، درحالی که زنان دیگر در حال آشپزی یا کشبافی بودند. هدیه او برای کلمات و وضع نامناسب فرهنگی زمان خود بود که او را به جای بردن به سمت رویهٔ صندلی به سمت شاعری کشاند. . . او آمد. . . در زمان مناسبی برای شعر: شعر سوفسطائی، بصیرت غیرعادی.»
با موج دوم فمینیسم احساس هم‌دردی فرهنگی بزرگی، نسبت به او، به عنوان شاعر مؤنث برانگیخته شد. در اولین نسخه از نقد ادبی از دیدگاه فمینیسم بر روی آثار دیکینسون، او را به عنوان بزرگ‌ترین زن شاعر انگلیسی زبان معرفی کردند.

### میراث

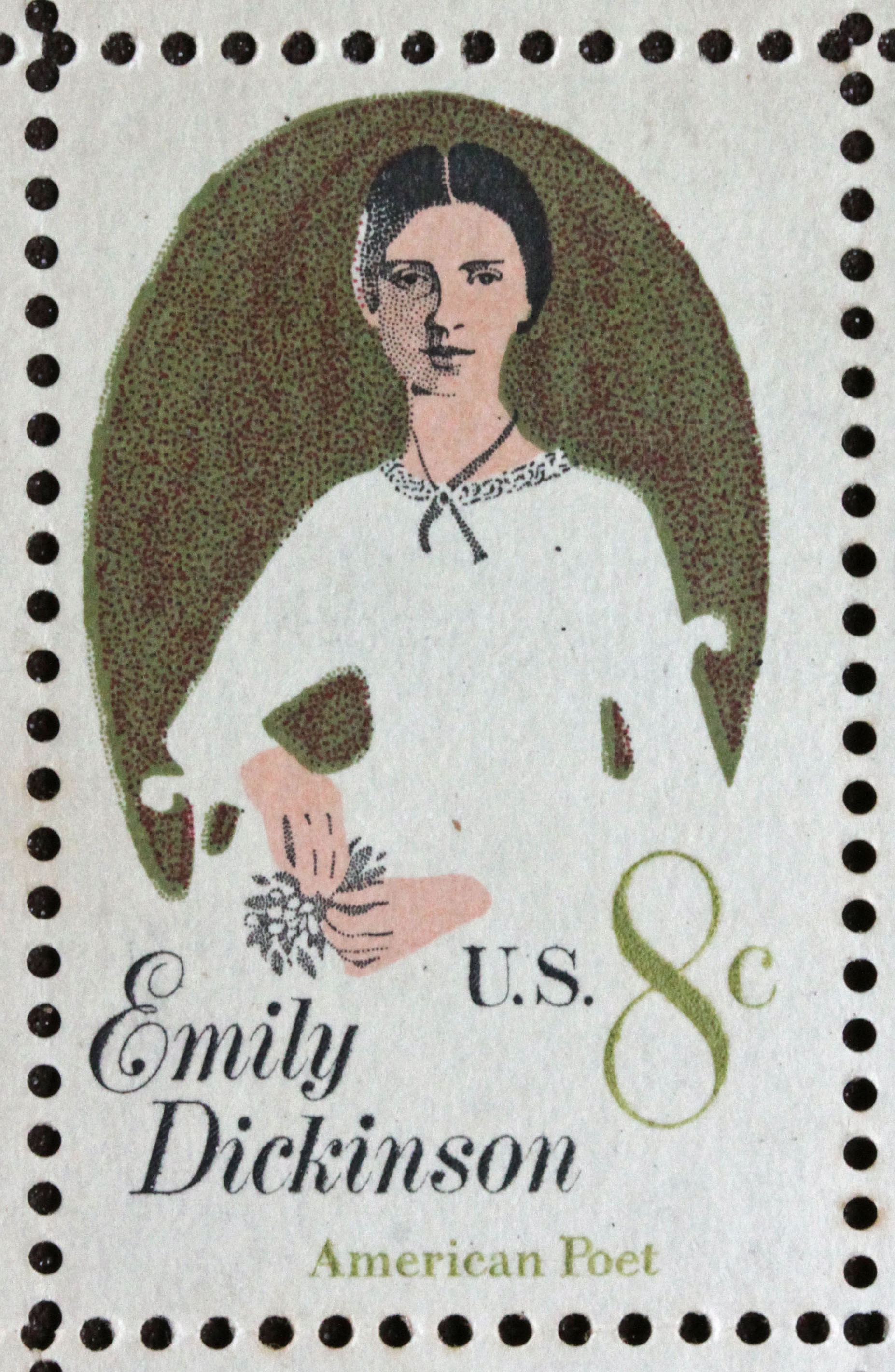
تمبری که برای پاسداشت امیلی دیکینسون در ایالات متحده در سال ۱۹۷۱ چاپ شده است.

در اوایل قرن بیستم، میراث دیکینسون به‌طور کلی به مارتا دیکینسون بیانچی و میلیسنت تاد بینگهام رسید. بیانچی که عمارت همیشه سبز را همراه با حق چاپ اشعار عمه‌اش به ارث برد، آثاری چون چهره به چهره با امیلی دیکینسون و نامه‌های امیلی دیکینسون را به چاپ رسانید.
امیلی دیکینسون امروزه به عنوان یک شخص ماندگار و قدرتمند در فرهنگ آمریکا به‌شمار می‌رود. اگرچه بیشتر مقبولیت دیکینسون بر روی غیرعادی‌بودن و منزوی‌بودن طبیعت او بود، او بیشتر به عنوان مبتکر و شاعر پیش از مدرنیست تصدیق شده است. هارولد بلووم منتقد قرن بیستم، او را در کنار اشخاصی چون والت ویتمن، والاس استیونس، رابرت فراست، تی. اس. الیوت و هارت کرین به عنوان شاعر آمریکایی در بین ۲۶ نویسنده غربی تمام دوران قرار داد.

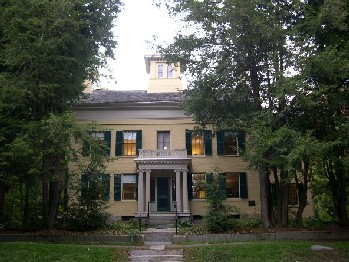
نمای امروزی خانه شخصی دیکنسون. در سال ۲۰۰۳ این خانه به موزه امیلی دیکنسون تبدیل شد.

آثار دیکینسون در ادبیات آمریکا و کلاس‌های شعر از دوره راهنمایی تا دانشگاه در آمریکا تدریس می‌شود. اشعار او گلچین شده، و به عنوان متن چندین آهنگ، توسط آهنگسازانی نظیر آرون کوپلند، نیک پروس، جان آدامس و مایکل تیلسون توماس استفاده شده است. چندین مدرسه نیز به نام او نامگذاری شده است: به عنوان مثال دو مدرسه ابتدایی در بوزمان، مونتانا و ردموند، واشینگتن به نام امیلی دیکینسون وجود دارد. چند مجله ادبی – شامل مجله امیلی دیکینسون، مجله رسمی جامعه بین‌المللی امیلی دیکینسون- برای آزمودن آثارش به وجود آمد. یک تمبر ۸ سنتی در یادبود امیلی دیکینسون توسط اداره پست ایالات متحده در تاریخ ۲۸ اوت ۱۹۷۱ منتشر شد و به عنوان دومین تمبر ادبی «شاعران آمریکایی» قرار گرفت. نمایشنامه‌ای یک شخصیتی با نام زیبایی امهرست برای نخستین بار در سال ۱۹۷۶ در برادوی اجرا شد که صاحب چندین جایزه نیز گشت. بعدها نسخه تلویزیونی این اثر نیز به وجود آمد.
بخش ویژه گردآوری کتابخانه جونز، کلکسیونی از آثار امیلی دیکینسون مشمول بر تقریباً ۱۰۰فقره را داراست، که شامل نسخه‌های خطی و دستی اشعار و نامه‌ها، مکاتبات خانوادگی، مقالات و کتاب‌های علمی، تکه‌های قیچی‌شده روزنامه‌ها، پایان‌نامه‌ها، نمایشنامه‌ها، تصاویر و آثار ادبی هم‌دوره است. بخش آرشیو دانشگاه امهرست صاحب وسایل قابل توجهی از امیلی دیکینسون، همچون گیرهٔ موهای دیکینسون و تنها تصویر معین از شاعر است. موزه امیلی دیکینسون در سال ۲۰۰۳ ایجاد شد، این هنگامی بود که صاحب املاک عمارت همیشه سبز، که تا سال ۱۹۸۸ جزو میراث خانوادهٔ دیکینسون محسوب می‌شد، به دانشکده واگذار گشت. فیلم اشتیاق خاموش (به انگلیسی: A quiet passion) به کارگردانی ترنس دیویس در سال ۲۰۱۶ دربارهٔ زندگی امیلی دیکینسون ساخته شد که مورد استقبال مخاطبان و جشنواره‌های مختلف قرار گرفت.

## ترجمه به فارسی
سه مجموعه شعر از امیلی دیکینسون به زبان فارسی ترجمه شده است. این ترجمه‌ها عبارت‌اند از:
- گزیدهٔ نامه‌ها و اشعار امیلی دیکینسون، ترجمهٔ سعید سعیدپور، نشر مروارید[۷۲]
- مزهٔ میوهٔ ممنوعه، گزیدهٔ شعر امیلی دیکینسون، ترجمهٔ سید مادح پیریونسی، نشر داستان[۷۳][۷۴]
- رویش خاموش گدازه‌ها، شعرهای امیلی دیکینسون، ترجمهٔ محمدرحیم اخوت و حمید فرازنده، انتشارات آگاه
- فاطمه نفری، مترجم و مؤلف نیز در کتاب خود به نام «عشق به سه روایت» به تطابق اندیشه‌ها و درونمایهٔ اشعار امیلی دیکینسون با دو شاعر دیگر (سیمین بهبهانی و سعاد الصباح) پرداخته است.[نیازمند منبع]

## نمونهٔ اشعار
?I'm nobody!Who are you
?Are you nobody, too
Then there's a pair of us--don't tell
.They'd banish us, you know
!How dreary to be somebody
How public, like a frog
To tell your name the livelong day
!To an admiring bog

من هیچکسم! تو کیستی؟
آیا تو نیز «هیچکسی»؟
پس این‌گونه ما دوتاییم! فاش مکن!
زیرا تبعیدمان می‌کنند!
چقدر ملالت‌آور است «کسی» بودن!
چقدر مبتذل! بمانند قورباغه‌ای
تمام روز یک بند اسم خود را برای لجن زاری ستایشگر تکرار کردن!